# Mount Crawford (Virginia)
Mount Crawford es una localidad situada en el condado de Rockingham, Virginia  (Estados Unidos). Según el censo de 2010 tenía una población de 433 habitantes, aunque se estima que ahora tiene aproximadamente 890 habitantes.

## Demografía
Según el censo del 2000, Mount Crawford tenía 254 habitantes, 104 viviendas, y 74 familias. La densidad de población era de 297,2 habitantes por km².
De las 104 viviendas en un 28,8%  vivían niños de menos de 18 años, en un 53,8%  vivían parejas casadas, en un 9,6% mujeres solteras, y en un 28,8% no eran unidades familiares. En el 25% de las viviendas  vivían personas solas el 5,8% de las cuales correspondía a personas de 65 años o más que vivían solas. El número medianoo de personas viviendo en cada vivienda era de 2,44 y el número medio de personas que vivían en cada familia era de 2,81.
Por edades la población se repartía de la siguiente manera: un 22,8% tenía menos de 18 años, un 6,7% entre 18 y 24, un 33,5% entre 25 y 44, un 23,2% de 45 a 60 y un 13,8% 65 años o más.
La edad media era de 40 años.  Por cada 100 mujeres de 18 o más años  había 92,2 hombres.
La renta media por vivienda era de 32.031$ y la renta media por familia de 47.917$. Los hombres tenían una renta media de 30.536$ mientras que las mujeres 25.000$. La renta per cápita de la población era de 14.856$. En torno al 5,3% de las familias y el 5,8% de la población estaban por debajo del umbral de pobreza.

## Localidades adyacentes
El siguiente diagrama muestra a las localidades más próximas a Mount Crawford.